# مطار إنتشون الدولي
مطار إنشيون الدولي (بالكورية: 인천국제공항, 仁川國際空港) (إياتا: ICN، إيكاو: RKSI) هو المطار الدولي الرئيسي الذي يخدم سول عاصمة كوريا الجنوبية. وهو أحد أكبر مطارات العالم وأكثرها ازدحامًا. في عام 2005 جرى تصنيفه كأفضل مطار في العالم من قبل مجلس المطارات الدولي،
افتُتح المطار في 29 مارس 2001، ليحل محل مطار غيمبو الدولي، والذي يقوم الآن بتشغيل رحلات للوجهات الداخلية بالإضافة إلى الرحلات المكوكية لمطار طوكيو هانيدا الدولي ومطار شانغهاي الدولي.
يقع مطار إنتشون الدولي في جزيرة يونغ جونغ القريبة من ميناء إنتشون، المدينة التي تبعد 40 كلم غرب سول.
مطار إنشيون الدولي هو أيضا في المرتبة الثامنة في آسيا كأكثر المطارات ازدحاما من حيث عدد الركاب، والخامس عالميا من ناحية حركة البضائع والشحن، وفي عام 2006 كان في المرتبة الحادية عشرة عالميا من حيث المسافرين الدوليين.

## شركات الطيران

### الركاب
| شركـات طيـران                     | الوجهات |
| --------------------------------- | --- |
| إيروفلوت                          | مطار شيريميتييفو الدولي (معلقة) |
| طيران آسيا (إكس)                  | مطار كوالالمبور الدولي |
| طيران أستانا                      | مطار ألماتي الدولي |
| Air Busan                         | مطار سوفارنابومي الدولي، مطار دا نانغ الدولي، Fukuoka، مطار أنتونيو بي وان بات الدولي، مطار كوتا كينابالو الدولي، مطار كام رانه الدولي، مطار كانساي الدولي، Sapporo–Chitose (تبدأ في 23 يونيو 2023)، مطار ناريتا الدولي، Vladivostok (معلقة) |
| طيران كندا                        | مطار تورونتو بيرسون الدولي، مطار فانكوفر الدولي |
| طيران الصين                       | مطار بكين العاصمة الدولي، مطار جينغديو الجديد، مطار تشونغتشينغ جيانغبى الدولي، مطار هانغتشو شياوشان الدولي، مطار تيانجين الدولي، مطار ونزهو يونجقيانج الدولي، مطار يانجي تشاويانغتشوان |
| الخطوط الجوية الفرنسية            | مطار باريس شارل ديغول |
| طيران الهند                       | مطار انديرا غاندي الدولي |
| طيران ماكاو                       | مطار ماكاو الدولي |
| طيران نيوزيلندا                   | مطار أوكلاند الدولي |
| Air Premia                        | مطار سوفارنابومي الدولي، مطار فرانكفورت (تبدأ في 27 يونيو 2023)، مطار تان سون نهات الدولي، مطار لوس أنجلوس الدولي، مطار نيوآرك ليبرتي الدولي، مطار ناريتا الدولي عارض: مطار برشلونة الدولي (تبدأ في 11 سبتمبر 2023)، مطار شاه جلال الدولي (تبدأ في 4 يوليو 2023)، مطار أوسلو-غاردرموين |
| Air Seoul                         | مطار دا نانغ الدولي، Fukuoka، مطار أنتونيو بي وان بات الدولي، مطار كاليبو الدولي، مطار كام رانه الدولي، مطار كانساي الدولي، Takamatsu، مطار ناريتا الدولي، مطار خه هوا تشانغجياجيه (تستأنف 15 يونيو 2023) |
| الخطوط الجوية الأمريكية           | مطار دالاس فورت ورث الدولي |
| خطوط آسيانا الجوية                | مطار ألماتي الدولي، مطار سوفارنابومي الدولي، مطار برشلونة الدولي، مطار بكين العاصمة الدولي، مطار ماكتان سيبو الدولي، مطار تشانغتشون الدولي، مطار تشانغشا هوانغوا الدولي، مطار جينغديو الجديد، مطار كلارك الدولي، مطار داليان الدولي، مطار دا نانغ الدولي، مطار انديرا غاندي الدولي، مطار فرانكفورت، Fukuoka، مطار قوانغتشو باييون الدولي، مطار هانغتشو شياوشان الدولي، مطار نوي باي الدولي، مطار هاربين الدولي، مطار تان سون نهات الدولي، مطار هونغ كونغ الدولي، مطار هونولولو الدولي، مطار إسطنبول الدولي، مطار سوكارنو هاتا الدولي، مطار لندن هيثرو، مطار لوس أنجلوس الدولي، مطار نينوي أكوينو الدولي، مطار تشوبو سنتراير الدولي، Naha، مطار نانجينغ الدولي، مطار جون إف كينيدي الدولي، مطار كانساي الدولي، مطار باريس شارل ديغول، Phnom Penh، Phuket، مطار فو كوك الدولي، مطار غينغادو جياودونغ الدولي، مطار ليوناردو دا فينشي، Saipan، مطار سان فرانسيسكو الدولي، Sapporo–Chitose، مطار سياتل تاكوما الدولي، مطار سنداي، مطار شانغهاي بودنغ الدولي، مطار شينزين باوان الدولي، مطار شانغي سنغافورة، مطار سيدني، مطار تايوان تاويوان الدولي، مطار طشقند الدولي، مطار تيانجين الدولي، مطار طوكيو هانيدا الدولي، مطار ناريتا الدولي، مطار جنكيز خان الدولي الجديد، مطار شيان شيانيانغ الدولي، مطار يانجي تشاويانغتشوان موسمي عارض: مطار أثينا الدولي |
| بامبو إيرويز                      | مطار دا نانغ الدولي، مطار نوي باي الدولي، مطار كام رانه الدولي |
| باتيك إير ماليزيا                 | مطار كوالالمبور الدولي (تبدأ في 24 يونيو 2023) |
| كاثي باسيفيك                      | مطار هونغ كونغ الدولي |
| سيبو باسيفيك                      | مطار ماكتان سيبو الدولي، مطار كلارك الدولي، مطار نينوي أكوينو الدولي |
| الخطوط الجوية الصينية             | مطار كاوهسيونغ الدولي، مطار تايوان تاويوان الدولي |
| خطوط شرق الصين الجوية             | مطار بكين داشينغ الدولي، مطار نانجينغ الدولي، مطار غينغادو جياودونغ الدولي، مطار شانغهاي بودنغ الدولي، مطار يهاي داسهويبو، مطار يانتاي جاوشوي الدولي |
| خطوط جنوب الصين الجوية            | مطار تشانغتشون الدولي، مطار داليان الدولي، مطار قوانغتشو باييون الدولي، مطار هاربين الدولي، مطار مودانجيانغ هايلانغ، مطار شانغهاي بودنغ الدولي، مطار شنيانغ الدولي، مطار يانجي تشاويانغتشوان |
| خطوط دلتا الجوية                  | مطار هارتسفيلد جاكسون، مطار ديترويت، مطار منيابولس-سنت بول الدولي، مطار سياتل تاكوما الدولي |
| طيران الإمارات                    | مطار دبي الدولي |
| الخطوط الجوية الإثيوبية           | مطار أديس أبابا بولي الدولي، مطار ناريتا الدولي |
| الاتحاد للطيران                   | مطار أبو ظبي الدولي |
| إيفا للطيران                      | مطار كاوهسيونغ الدولي، مطار تايوان تاويوان الدولي |
| فين إير                           | مطار هلسنكي فانتا |
| غارودا إندونيسيا                  | مطار نغوراه راي الدولي، مطار سوكارنو هاتا الدولي |
| Greater Bay Airlines              | مطار هونغ كونغ الدولي |
| خطوط هاواي الجوية                 | مطار هونولولو الدولي |
| خطوط هونغ كونغ اكسبرس             | مطار هونغ كونغ الدولي |
| خطوط هونغ كونغ الجوية             | مطار هونغ كونغ الدولي |
| Jeju Air                          | مطار ميتشيل رومان الدولي، مطار سوفارنابومي الدولي، مطار ماكتان سيبو الدولي، مطار كلارك الدولي، مطار دا نانغ الدولي، Fukuoka، مطار أنتونيو بي وان بات الدولي، مطار هاربين الدولي، مطار نوي باي الدولي، مطار تان سون نهات الدولي، مطار جياموسي دونغاجياو، مطار كوتا كينابالو الدولي، مطار نينوي أكوينو الدولي، Matsuyama، مطار تشوبو سنتراير الدولي، Naha، مطار كام رانه الدولي، Ōita (تبدأ في 22 يونيو 2023)، مطار كانساي الدولي، مطار غينغادو جياودونغ الدولي، Saipan، Sapporo–Chitose، Shizuoka، Tagbilaran، مطار تايوان تاويوان الدولي، مطار ناريتا الدولي، مطار جنكيز خان الدولي الجديد، مطار واتاي الدولي، Vladivostok (معلقة)، مطار يهاي داسهويبو، مطار يانجي تشاويانغتشوان، مطار يانتاي جاوشوي الدولي عارض: مطار هانغ نديم الدولي، مطار سام راتولانجي الدولي ‏ |
| خطوط جيت ستار الجوية              | مطار سيدني |
| Jin Air                           | مطار سوفارنابومي الدولي، مطار ماكتان سيبو الدولي، مطار تشيانغ مي، مطار كلارك الدولي، مطار دا نانغ الدولي، Fukuoka، Kitakyushu، مطار كوتا كينابالو الدولي، مطار ماكاو الدولي، Naha، مطار كام رانه الدولي، مطار كانساي الدولي، مطار غينغادو جياودونغ الدولي، Sapporo–Chitose، مطار تايوان تاويوان الدولي، مطار ناريتا الدولي موسمي: Phuket، مطار واتاي الدولي عارض: مطار شاه جلال الدولي |
| الخطوط الجوية الملكية الهولندية   | مطار سخيبول أمستردام |
| كوريا للطيران                     | مطار سخيبول أمستردام، مطار هارتسفيلد جاكسون، مطار أوكلاند الدولي، مطار سوفارنابومي الدولي، مطار برشلونة الدولي، مطار بكين العاصمة الدولي، مطار لوجان الدولي، مطار بريزبان، مطار بودابست فرانز ليست الدولي، Busan، مطار ماكتان سيبو الدولي، مطار تشيانغ مي، مطار أوهير الدولي، Daegu، مطار داليان الدولي، مطار دالاس فورت ورث الدولي، مطار دا نانغ الدولي، مطار انديرا غاندي الدولي، مطار نغوراه راي الدولي، مطار دبي الدولي، مطار فرانكفورت، Fukuoka، مطار أنتونيو بي وان بات الدولي، مطار قوانغتشو باييون الدولي، مطار نوي باي الدولي، مطار تان سون نهات الدولي، مطار هونغ كونغ الدولي، مطار هونولولو الدولي، مطار إسطنبول الدولي، مطار سوكارنو هاتا الدولي، مطار تريبوفان الدولي، مطار كوالالمبور الدولي، مطار هاري ريد الدولي، مطار لندن هيثرو، مطار لوس أنجلوس الدولي، مطار مدريد باراخاس الدولي، مطار نينوي أكوينو الدولي، مطار مالبينسا، مطار شيريميتييفو الدولي (معلقة)، مطار تشوبو سنتراير الدولي، Naha، مطار نانجينغ الدولي، مطار جون إف كينيدي الدولي، مطار كام رانه الدولي، مطار كانساي الدولي، مطار باريس شارل ديغول، Phnom Penh، Phuket، مطار فاكلاف هافيل الدولي، مطار غينغادو جياودونغ الدولي، مطار ليوناردو دا فينشي، مطار سان فرانسيسكو الدولي، Sapporo–Chitose، مطار سياتل تاكوما الدولي، مطار شانغهاي بودنغ الدولي، مطار شنيانغ الدولي، مطار شينزين باوان الدولي، مطار شانغي سنغافورة، مطار سيدني، مطار تايوان تاويوان الدولي، مطار طشقند الدولي، مطار بن غوريون الدولي، مطار تيانجين الدولي، مطار طوكيو هانيدا الدولي، مطار ناريتا الدولي، مطار تورونتو بيرسون الدولي، مطار جنكيز خان الدولي الجديد، مطار فانكوفر الدولي، مطار فيينا الدولي، Vladivostok (معلقة)، مطار واشنطن دولس الدولي، مطار شيامن قاوتشي الدولي، مطار شيان شيانيانغ الدولي، Yangon، مطار يانجي تشاويانغتشوان، مطار زيورخ الدولي موسمي: Irkutsk (معلقة)، Kagoshima، Komatsu، مطار فو كوك الدولي، مطار بولكوفو (معلقة)، Siem Reap ‏، مطار أورومتشي الدولي موسمي عارض: مطار أثينا الدولي، مطار دوبروفنيك، مطار كرابي، مطار أوسلو-غاردرموين، Québec City ‏، مطار سانيا فينيكس الدولية |
| طيران لاوس                        | مطار واتاي الدولي |
| خطوط لوت الجوية البولندية         | مطار بودابست فرانز ليست الدولي، مطار وارسو فريدريك شوبان |
| لوفتهانزا                         | مطار فرانكفورت، مطار ميونخ الدولي |
| الخطوط الجوية الماليزية           | مطار كوالالمبور الدولي |
| الخطوط الجوية المنغولية           | مطار جنكيز خان الدولي الجديد |
| Myanmar Airways International     | Yangon |
| Myanmar National Airlines         | Yangon |
| Peach Aviation                    | Naha، مطار كانساي الدولي، مطار طوكيو هانيدا الدولي |
| الخطوط الجوية الفلبينية           | مطار ماكتان سيبو الدولي، مطار كلارك الدولي، مطار كاليبو الدولي، مطار نينوي أكوينو الدولي |
| طيران آسيا (الفلبين)              | مطار ماكتان سيبو الدولي، مطار نينوي أكوينو الدولي |
| كانتاس                            | مطار سيدني |
| الخطوط الجوية القطرية             | مطار حمد الدولي |
| Qingdao Airlines                  | مطار غينغادو جياودونغ الدولي |
| خطوط رويال بروناي الجوية          | مطار بروناي الدولي |
| خطوط إس سفن                       | Irkutsk، مطار نوفوسيبيرسك، Vladivostok (جميعها معلقة) |
| الخطوط السعودية                   | مطار الملك عبد العزيز الدولي، مطار الملك خالد الدولي |
| سكوت للطيران                      | مطار شانغي سنغافورة، مطار تايوان تاويوان الدولي |
| خطوط شاندونغ الجوية               | مطار جينان الدولي، مطار غينغادو جياودونغ الدولي، مطار يانتاي جاوشوي الدولي |
| خطوط شانغهاي الجوية               | مطار غينغادو جياودونغ الدولي، مطار شانغهاي بودنغ الدولي |
| خطوط شينزين الجوية                | مطار شينزين باوان الدولي |
| خطوط سيتشوان الجوية               | مطار جينغديو الجديد |
| الخطوط الجوية السنغافورية         | مطار شانغي سنغافورة |
| Sky Angkor Airlines               | Phnom Penh، Siem Reap ‏ |
| سبرينغ (شركة طيران)               | مطار هانغتشو شياوشان الدولي، مطار شانغهاي بودنغ الدولي، مطار شنيانغ الدولي |
| الخطوط الجوية السريلانكية         | مطار باندارنيك الدولي |
| Thai AirAsia X                    | مطار سوفارنابومي الدولي |
| الخطوط الجوية الدولية التايلاندية | مطار سوفارنابومي الدولي |
| خطوط تيانجين الجوية               | مطار تيانجين الدولي |
| Tigerair Taiwan                   | مطار تايوان تاويوان الدولي |
| الخطوط الجوية التركية             | مطار إسطنبول الدولي |
| T'way Air                         | مطار دون موينغ، مطار سوفارنابومي الدولي، مطار مناس الدولي (تبدأ في 11 يونيو 2023)، مطار ماكتان سيبو الدولي، مطار دا نانغ الدولي، Fukuoka، مطار أنتونيو بي وان بات الدولي، مطار نوي باي الدولي، مطار تان سون نهات الدولي، مطار كاليبو الدولي، مطار كاوهسيونغ الدولي، مطار كوتا كينابالو الدولي (تبدأ في 19 يونيو 2023)، مطار ماكاو الدولي، Naha، مطار كام رانه الدولي، مطار كانساي الدولي، Saipan، Sapporo–Chitose، مطار شانغي سنغافورة، مطار سيدني، مطار ناريتا الدولي، مطار جنكيز خان الدولي الجديد، مطار واتاي الدولي موسمي: Kagoshima، Kumamoto، Oita، Saga، Vladivostok (معلقة) |
| Uni Air                           | مطار تايوان تاويوان الدولي |
| الخطوط الجوية المتحدة             | مطار سان فرانسيسكو الدولي |
| الخطوط الجوية الأوزبكستانية       | مطار طشقند الدولي |
| خطوط فيت جيت                      | مطار كن تاه الدولي، مطار لين خونج، مطار دا نانغ الدولي، Hai Phong ‏، مطار نوي باي الدولي، مطار تان سون نهات الدولي، مطار كام رانه الدولي، مطار فو كوك الدولي |
| الخطوط الجوية الفيتنامية          | مطار دا نانغ الدولي، مطار نوي باي الدولي، مطار تان سون نهات الدولي، مطار كام رانه الدولي عارض: Ha Long ‏، مطار فو كوك الدولي |
| خطوط زيامن الجوية                 | مطار شيامن قاوتشي الدولي |
| Yakutia Airlines                  | Yakutsk (معلقة) |
| Zipair Tokyo                      | مطار ناريتا الدولي |

### الشحن
| شركـات طيـران                   | الوجهات |
| ------------------------------- | --- |
| AeroLogic                       | مطار لايبزيغ هاله |
| طيران الصين للشحن الجوي         | مطار بكين العاصمة الدولي، مطار شانغهاي بودنغ الدولي |
| الخطوط الجوية الفرنسية          | مطار باريس شارل ديغول |
| خطوط هونك كونك الجوية           | مطار هونغ كونغ الدولي |
| Air Incheon                     | مطار شاه جلال الدولي، مطار هايكو ميلان الدولي، مطار نوي باي الدولي، مطار جينان الدولي، مطار غينغادو جياودونغ الدولي، Sapporo–Chitose، مطار طوكيو هانيدا الدولي، مطار ناريتا الدولي، مطار جنكيز خان الدولي الجديد، مطار يانتاي جاوشوي الدولي، Yuzhno–Sakhalinsk |
| Air Premia                      | مطار سوفارنابومي الدولي، مطار تان سون نهات الدولي، مطار شانغي سنغافورة |
| AirBridge Cargo                 | مطار دوموديدوفو الدولي، مطار شيريميتييفو الدولي، مطار بولكوفو (جميعها معلقة) |
| خطوط كل اليابان الجوية          | Okinawa–Naha، مطار كانساي الدولي، مطار ناريتا الدولي |
| خطوط آسيانا الجوية              | مطار تيد ستيفنز أنكوراج الدولي، مطار هارتسفيلد جاكسون، مطار سوفارنابومي الدولي، مطار بكين العاصمة الدولي، مطار بروكسل الدولي، مطار أوهير الدولي، مطار تشونغتشينغ جيانغبى الدولي، مطار دالاس فورت ورث الدولي، مطار فرانكفورت، مطار قوانغتشو باييون الدولي، مطار نوي باي الدولي، مطار تان سون نهات الدولي، مطار هونغ كونغ الدولي، مطار لندن ستانستد، مطار لوس أنجلوس الدولي، مطار نينوي أكوينو الدولي، مطار ميامي الدولي، مطار مالبينسا، مطار دوموديدوفو الدولي (معلقة)، مطار تشوبو سنتراير الدولي، مطار جون إف كينيدي الدولي، مطار كانساي الدولي، مطار سان فرانسيسكو الدولي، مطار سياتل تاكوما الدولي، مطار شانغهاي بودنغ الدولي، مطار شانغي سنغافورة، مطار تيانجين الدولي، مطار ناريتا الدولي، مطار فيينا الدولي، مطار يانتاي جاوشوي الدولي |
| طيران أطلس                      | مطار تيد ستيفنز أنكوراج الدولي، مطار انديرا غاندي الدولي، مطار لوس أنجلوس الدولي، مطار شانغهاي بودنغ الدولي، مطار فانكوفر الدولي |
| كارغولوكس                       | مطار لوكسمبورغ |
| كاثي باسيفيك                    | مطار هونغ كونغ الدولي، مطار كانساي الدولي |
| الخطوط الجوية الصينية للشحن     | مطار شانغهاي بودنغ الدولي |
| الخطوط الجوية الصينية للبريد    | مطار بكين العاصمة الدولي، مطار شيان شيانيانغ الدولي، مطار يانتاي جاوشوي الدولي |
| دي إتش إل للطيران               | مطار تيد ستيفنز أنكوراج الدولي، Cincinnati، مطار هونغ كونغ الدولي، مطار لايبزيغ هاله، مطار لوس أنجلوس الدولي، مطار مالبينسا، مطار شانغي سنغافورة |
| الإمارات للشحن الجوي            | مطار آل مكتوم الدولي، مطار كانساي الدولي |
| الخطوط الجوية الإثيوبية         | مطار تيد ستيفنز أنكوراج الدولي، مطار هارتسفيلد جاكسون |
| الاتحاد للطيران                 | مطار أبو ظبي الدولي |
| فيديكس إكسبرس                   | مطار تيد ستيفنز أنكوراج الدولي، مطار بكين العاصمة الدولي، مطار قوانغتشو باييون الدولي، مطار لوس أنجلوس الدولي، مطار ممفيس الدولي، مطار نيوآرك ليبرتي الدولي، مطار شانغهاي بودنغ الدولي |
| Jeju Air Cargo                  | مطار نوي باي الدولي، مطار ناريتا الدولي، مطار يانتاي جاوشوي الدولي |
| كوريا للطيران                   | مطار سخيبول أمستردام، مطار تيد ستيفنز أنكوراج الدولي، مطار هارتسفيلد جاكسون، مطار سوفارنابومي الدولي، مطار بازل - ميلوز - فريبورغ الأوروبي، مطار بكين العاصمة الدولي، مطار إلدورادو الدولي، مطار بروكسل الدولي، مطار بودابست فرانز ليست الدولي، Campinas، مطار أوهير الدولي، مطار شيكاغو روكفورد الدولي، مطار تشيناي الدولي، Cheongju، Columbus–Rickenbacker، مطار كوبنهاغن، مطار دالاس فورت ورث الدولي، مطار انديرا غاندي الدولي، مطار فرانكفورت، مطار غوادالاخارا الدولي، مطار قوانغتشو باييون الدولي، مطار نوي باي الدولي، مطار تان سون نهات الدولي، مطار هونغ كونغ الدولي، مطار سوكارنو هاتا الدولي، Kitakyushu، مطار كوالالمبور الدولي، مطار خورخي تشافيز الدولي، مطار لندن هيثرو، مطار لوس أنجلوس الدولي، مطار نينوي أكوينو الدولي، مطار ميامي الدولي، مطار مالبينسا، مطار شيريميتييفو الدولي (معلقة)، مطار تشاتراباتي شيفاجي الدولي، Navoi، مطار جون إف كينيدي الدولي، مطار كانساي الدولي، مطار أوسلو-غاردرموين، مطار باريس شارل ديغول، مطار بينانغ الدولي، مطار غينغادو جياودونغ الدولي، مطار سان فرانسيسكو الدولي، مطار أرتورو ميرينو بينيتيز الدولي، مطار سياتل تاكوما الدولي، مطار شانغهاي بودنغ الدولي، مطار شانغي سنغافورة، مطار ستوكهولم أرلاندا، مطار بن غوريون الدولي، مطار ناريتا الدولي، مطار تورونتو بيرسون الدولي، مطار فانكوفر الدولي، مطار فيينا الدولي، مطار شيامن قاوتشي الدولي، مطار سرقسطة، مطار تشنغتشو الدولي، مطار زيورخ الدولي |
| لوفتهانزا للشحن                 | مطار كيمبيغودا الدولي، مطار فرانكفورت، مطار يميلانو الدولي |
| Maersk Air Cargo                | مطار شيكاغو روكفورد الدولي، Greenville/Spartanburg |
| MSC Air Cargo                   | مطار إنديانابوليس الدولي |
| Nippon Cargo Airlines           | مطار كانساي الدولي، مطار شانغهاي بودنغ الدولي، مطار ناريتا الدولي |
| خطوط طيران أوكاي                | مطار تيانجين الدولي |
| Polar Air Cargo                 | Cincinnati، مطار شانغي سنغافورة |
| الخطوط الجوية القطرية           | مطار حمد الدولي |
| خطوط أس أف الجوية               | مطار تشنغتشو الدولي |
| Silk Way Airlines               | مطار حيدر علييف الدولي |
| Sky Lease Cargo                 | مطار ميامي الدولي |
| خطوط سوبارنا الجوية             | مطار هانغتشو شياوشان الدولي، مطار غينغادو جياودونغ الدولي، مطار شانغهاي بودنغ الدولي |
| الخطوط الجوية الدولية السويسرية | مطار زيورخ الدولي |
| الخطوط الجوية التركية           | مطار ألماتي الدولي، مطار مناس الدولي، مطار إسطنبول الدولي، مطار تايوان تاويوان الدولي، مطار طشقند الدولي |
| طيران تركمانستان                | مطار عشق آباد الدولي |
| خطوط يو بي إس الجوية            | مطار ألماتي الدولي، مطار تيد ستيفنز أنكوراج الدولي، مطار هونغ كونغ الدولي، مطار غينغادو جياودونغ الدولي، مطار شينزين باوان الدولي، مطار تايوان تاويوان الدولي، مطار تشنغتشو الدولي |
| الخطوط الجوية الأوزبكستانية     | مطار الإمام الخميني الدولي |
| خطوط فولجا دنيبر الجوية         | مطار يميلانو الدولي (معلقة) |

## حركة المرور حسب السنة
| السنة                           | عدد الطائرات | الركاب     | الشحن     |
| ------------------------------- | ------------ | ---------- | --------- |
| 2001                            | 86،807       | 14،542،290 | 1،186،015 |
| 2002                            | 126،094      | 20،924،171 | 1،705،928 |
| 2003                            | 130،185      | 19،789،874 | 1،843،055 |
| 2004                            | 149،776      | 24،084،072 | 2،133،444 |
| 2005                            | 160،843      | 26،051،466 | 2،150،139 |
| 2006                            | 182،007      | 28،191،116 | 2،336،571 |
| 2007                            | 211،404      | 31،227،897 | 2،555،580 |
| 2008                            | 211،102      | 29،973،522 | 2،423،717 |
| 2009                            | 198،918      | 28،549،770 | 2،313،002 |
| 2010                            | 214،835      | 33،478،925 | 2،684،499 |
| 2011                            | 229،580      | 35،062،366 | 2،539،222 |
| 2012                            | 254،037      | 38،970،864 | 2،456،724 |
| 2013                            | 271،224      | 41،482،828 | 2،464،385 |
| 2014                            | 290،043      | 45،512،099 | 2،557،681 |
| 2015                            | 305،446      | 49،281،220 | 2،595،677 |
| 2016                            | 339،673      | 57،765،397 | 2،714،341 |
| 2017                            | 360،295      | 62،082،032 | 2،921،691 |
| 2018                            | 387،497      | 68،259،763 | 2،952،123 |
| 2019                            | 404،104      | 71،169،722 | 2،764،369 |
| 2020                            | 149،982      | 12،094،851 | 2،822،370 |
| 2021                            | 131،027      | 3،198،909  | 3،329،292 |
| 2022                            | 171،253      | 17،869،759 | 2،945،855 |
| المصدر: IIAC Airport Statistics |              |            |           |

## وصلات خارجية
- مطار انشيون الدولي - الموقع الرسمي
- مطار انشيون الدولي صالة الشركات الدولية للشحن نسخة محفوظة 9 ديسمبر 2008 على موقع واي باك مشين.
- الموقع الرسمي لهيئة السياحة.: انشيون
- خدمة مطارات كوريا